# Isigny-le-Buat
Isigny-le-Buat es una comuna francesa situada en el departamento de Mancha, de la región de Normandía.

## Historia
Llamada inicialmente Isigny, cambió a su denominación actual en 1969 al fusionarse con la comuna de Le Buat.
En 1973, las comunas de Chalandrey, La Mancellière, Le Mesnil-Bœufs, Le Mesnil-Thébault, Les Biards, Montgothier, Montigny, Naftel y Vezins se fusionaron con Isigny-le-Buat, pasando a ser comunas asociadas de la misma.

## Demografía  Isigny
| Gráfica de evolución demográfica de Isigny-le-Buat entre 1800 y 1968 |
|                                                                      |

Los datos demográficos contemplados en este gráfico de la comuna de se han cogido de 1800 a 1968 de la página francesa EHESS/Cassini.

## Demografía  1969
| Gráfica de evolución demográfica de Isigny-le-Buat entre 1800 y 2013 |
|                                                                      |

Los datos entre 1800 y 1968 son el resultado de sumar los parciales de las dos comunas que formaron la comuna de Isigny-le-Buat, cuyos datos se han cogido de 1800 a 1968, para las comunas de Isigny y Le Buat. de la página francesa EHESS/Cassini. 

## Demografía  1973
| Gráfica de evolución demográfica de Isigny-le-Buat entre 1800 y 2014 |
|                                                                      |

Los datos entre 1800 y 2014 son el resultado de sumar los parciales de las diez comunas que formaron la comuna de Isigny-le-Buat, cuyos datos se han cogido de 1800 a 1999, para las comunas de Chalandrey, Isigny-le-Buat, La Mancellière, Le Mesnil-Bœufs, Le Mesnil-Thébault, Les Biards, Montgothier, Montigny, Naftel y Vezins de la página francesa EHESS/Cassini. Los demás datos se han cogido de la página del INSEE.